# The Night Has a Thousand Eyes (popnummer)
The Night Has a Thousand Eyes is een liedje dat is geschreven door Ben Weisman, Dorothy Wayne en Marilyn Garrett. De eerste die het opnam was Bobby Vee in 1962. Hij werd bij de opname begeleid door de Johnny Mann Singers. Bobby Vee haalde er de derde plaats mee in de Amerikaanse Billboard Hot 100 (in februari 1963) en de Britse UK Singles Chart (in maart 1963). Het liedje staat ook op de langspeelplaat The Night Has a Thousand Eyes, die in 1963 verscheen.
Het nummer is daarna ook door anderen opgenomen.
De zanger vertelt zijn vriendin dat de nacht duizend ogen heeft, zodat hij het zeker te weten komt als ze hem niet trouw is. Maar om dezelfde reden zal zij het zeker te weten komen als hij niet trouw is.

## Covers
De Engelse zanger Jimmy Justice zette in 1963 een coverversie op zijn lp Smash Hits from Jimmy Justice.
Gary Lewis & the Playboys namen het nummer op voor hun eerste lp This Diamond Ring uit 1965.
The Carpenters zetten het nummer op hun lp Now & Then uit 1973.
Mud nam een versie op voor de lp Mud featuring Les Gray uit 1983.
In 2010 nam P.J. Proby het nummer op voor zijn album Sixties Gold Tour 2010.
Er bestaat een Franstalige versie door Bob Asklöf uit 1963: La nuit ne veut pas finir.
De jazzstandard The Night Has a Thousand Eyes van Jerry Brainin met tekst van Buddy Bernier uit 1948 is een ander nummer. Het is onder andere opgenomen door Harry Belafonte en Petula Clark.